# Medin Zhega
Medin Zhega (ur. 31 stycznia 1946 w Szkodrze, zm. 12 czerwca 2012 w Tiranie) – albański piłkarz i trener piłkarski, w latach 1965–1971 reprezentant Albanii, a w latach 1999–2001 selekcjoner albańskiej reprezentacji, król strzelców Kategorii e Parë z 1967 roku.

## Życiorys
Ukończył szkołę średnią w Szkodrze oraz studia na Uniwersytecie w Tiranie oraz w Instytucie Kultury Fizycznej im. Vojo Kushiego w Tiranie. W latach 1962–1979 grał na pozycji napastnika w klubach KF Vllaznia oraz Dinamo Tirana, jednocześnie w latach 1965–1971 należał do reprezentacji Albanii.
W 1981 roku ukończył szkołę trenerską w Austrii, następnie pełnił funkcję asystenta trenera seniorskiej reprezentacji Albanii oraz albańskiej reprezentacji U-23. W latach 1992–1996 był deputowanym do Zgromadzenia Ludowego. Od 1999 do 2001 roku pełnił funkcję selekcjonera albańskiej reprezentacji; w tym czasie drużynie udało się zwyciężyć w Międzynarodowym Turnieju Piłki Nożnej na Malcie w 2000 roku. Należał do 2010 roku do Komitetu Wykonawczego Federata Shqiptare e Futbollit.
5 maja 2011 roku podczas pobytu w Toronto doznał wypadku, w wyniku którego do końca życia cierpiał na paraplegię; zmarł dnia 12 czerwca 2012 roku około godziny 14 w Tiranie, został pochowany tego samego dnia na cmentarzu w Sharrë.
Znał kilka języków obcych.

## Tytuły
Został uhonorowany tytułem Wielkiego Mistrza Sportu, w 2009 roku został także honorowym obywatelem Szkodry.

## Życie prywatne
Miał żonę i dwóch synów: Benetiego i Kreshnika.